# Fröhylle

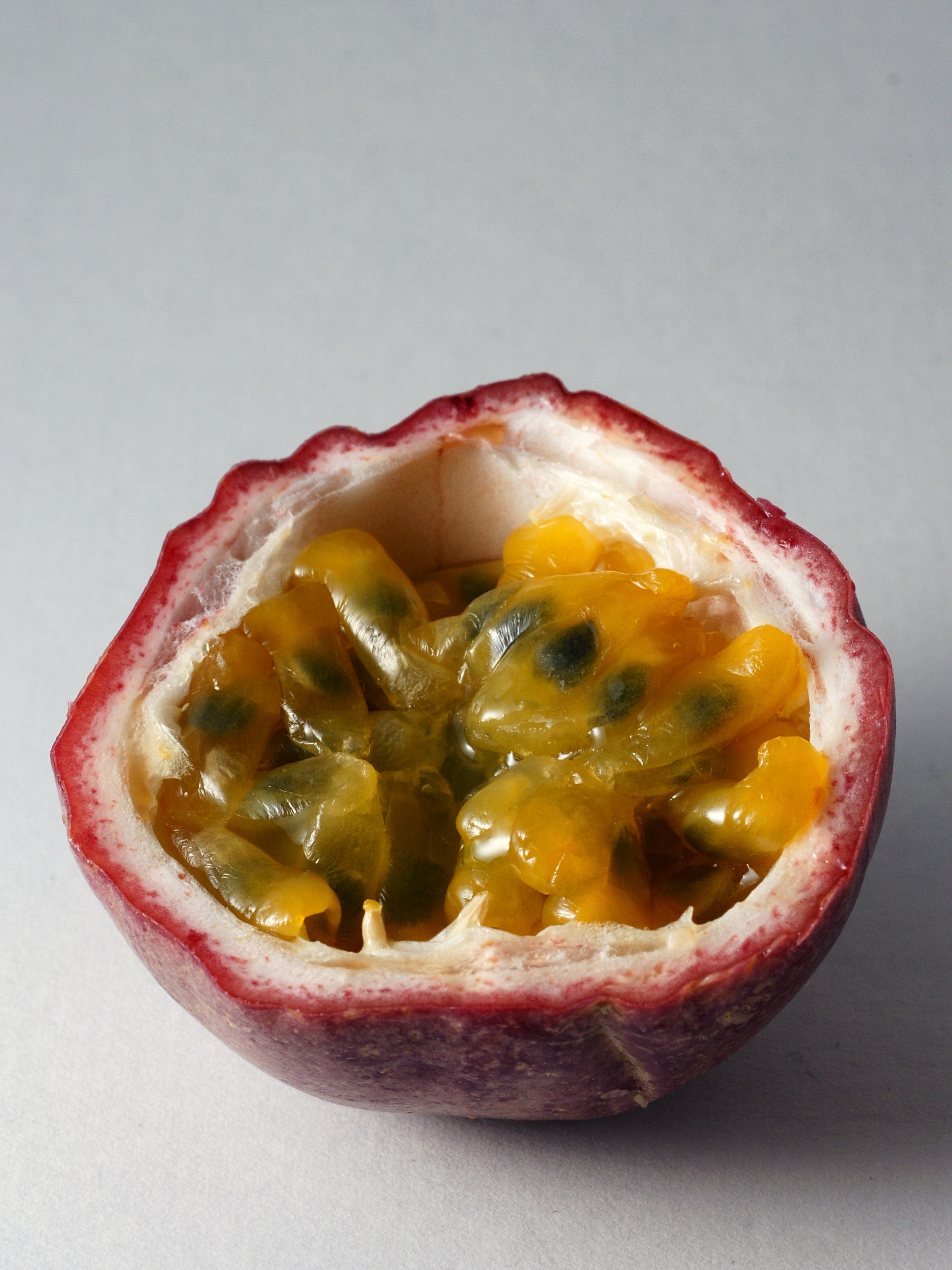
Öppnad passionsfrukt med gula fröhyllen.

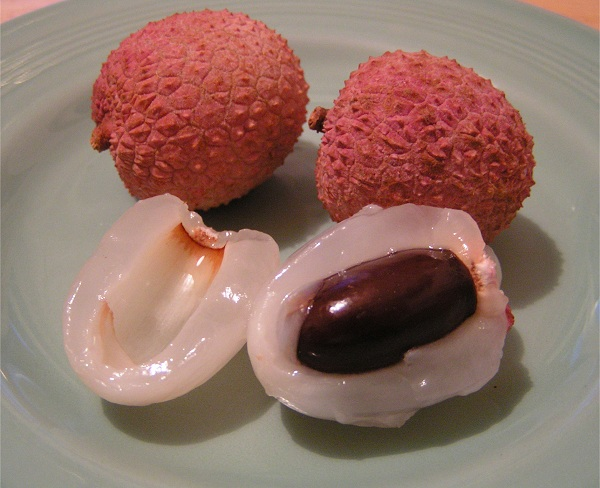
Hel och skalad litchi med torrt skal och vitt fruktkött från fröämnets bas (fröhylle).

Fröhylle (vetenskapligt namn: arillus), även fröhölje eller frömantel, är en köttig valk eller hölje som baserar sig på fröanlagets bas. Varje frö har därmed sitt eget fruktkött. Fröhyllet omsluter helt eller delvis det mogna fröet, till skillnad från många andra frukter.
Ett fröhylle har ofta starka färger, så som hos idegran och benved. Fröhyllets starka färger underlättar fröspridningen, eftersom det lättare upptäcks av fröspridande fåglar. Det flikförsedda fröhyllet hos muskot kallas muskotblomma.
Ett fröhylle kan också ligga dolt av ett skal, som till exempel hos:
- Passionsfrukt
- Granatäpple
- Litchi
- Rambutan